# Parque Ecológico do Guarapiranga
O Parque Ecológico do Guarapiranga é um parque estadual da cidade de São Paulo, situado às margens da represa de Guarapiranga. Localizado no Jardim Riviera, Zona Sul da Capital, tem cerca de 2,5 milhões de m² de área no total, sendo 1,6 milhão m² para uso público e lazer dos visitantes. O parque ocupa 7% das margens dos 28 km da represa de Guarapiranga.
Inaugurado em 1999 na Zona Sul da cidade de São Paulo, o Parque Ecológico do Guarapiranga tem como objetivo fundamental preservar a fauna e flora existentes na região, além de despertar a consciência ambiental nos mais de 270 mil visitantes que recebe durante todo ano, principalmente a população do entorno. São 250 hectares onde o visitante encontra trilhas pela natureza, o Museu do Lixo, uma biblioteca completa e o núcleo de Educação Ambiental, que realiza diversas oficinas.

## Infraestrutura
O parque é inteiramente planejado para causar o mínimo dano ao meio ambiente. A passarela que dá acesso aos seus principais edifícios, com 500 metros de extensão, é totalmente suspensa, para evitar impacto no solo, as janelas dos edifícios são grandes, para privilegiar o uso da luz solar, e mesmo as cortinas são feitas de papel reciclado.
Do Infocentro à Brinquedoteca, do Museu do Lixo ao Programa de Educação Ambiental e do anfiteatro ao Salão Oval, além de um viveiro, o Parque Ecológico do Guarapiranga proporciona aos visitantes atividades diversas em meio à vegetação nativa, replantada e remanescentes de Mata Atlântica.
O Parque possui trilhas e lago paisagístico – em meio à vegetação nativa, replantada e remanescentes de Mata Atlântica. O parque registra a presença esparsa do pinheiro-do -paraná (Araucaria angustifolia).

## Atrações e atividades esportivas

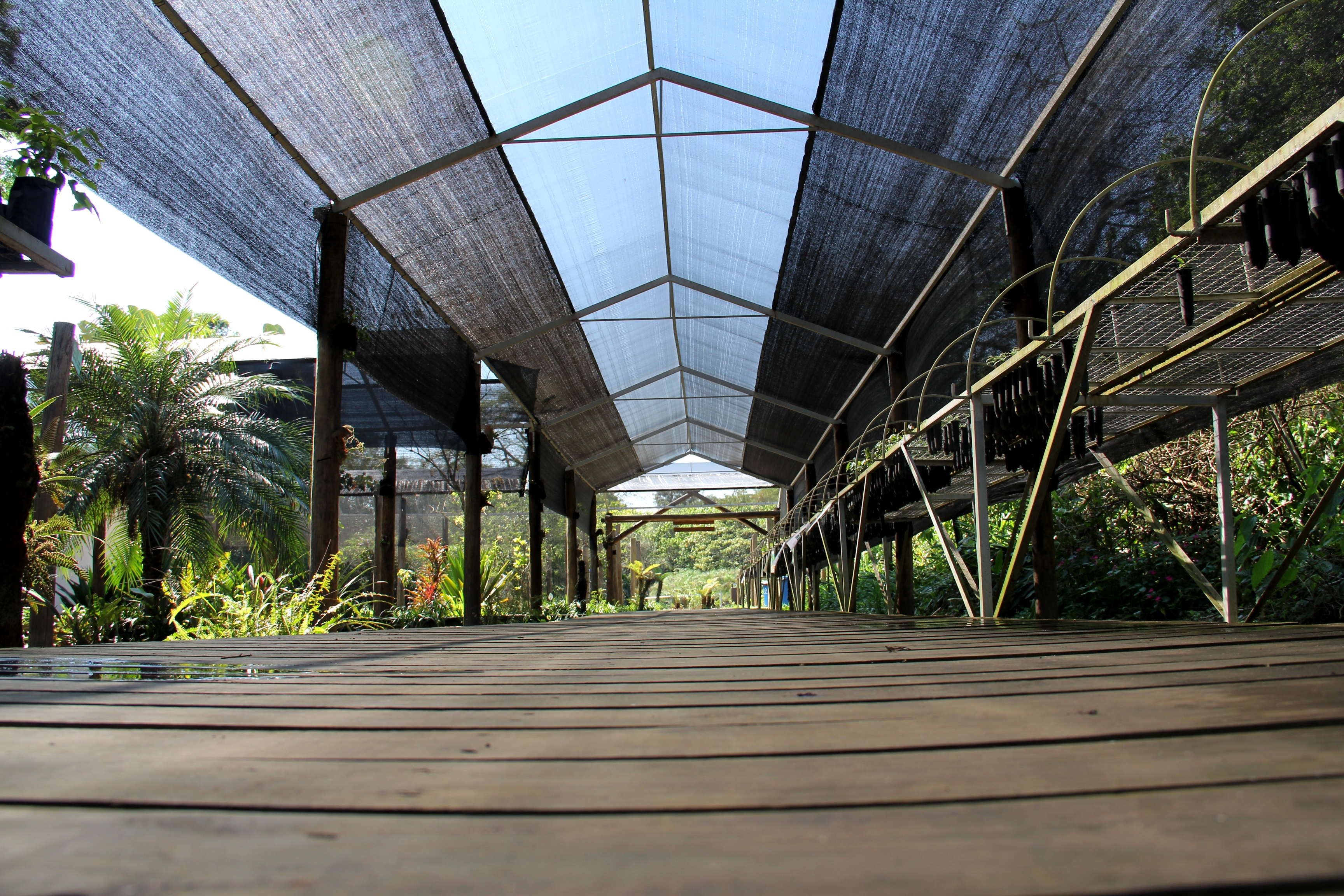
Viveiro Parque Ecológico do Guarapiranga

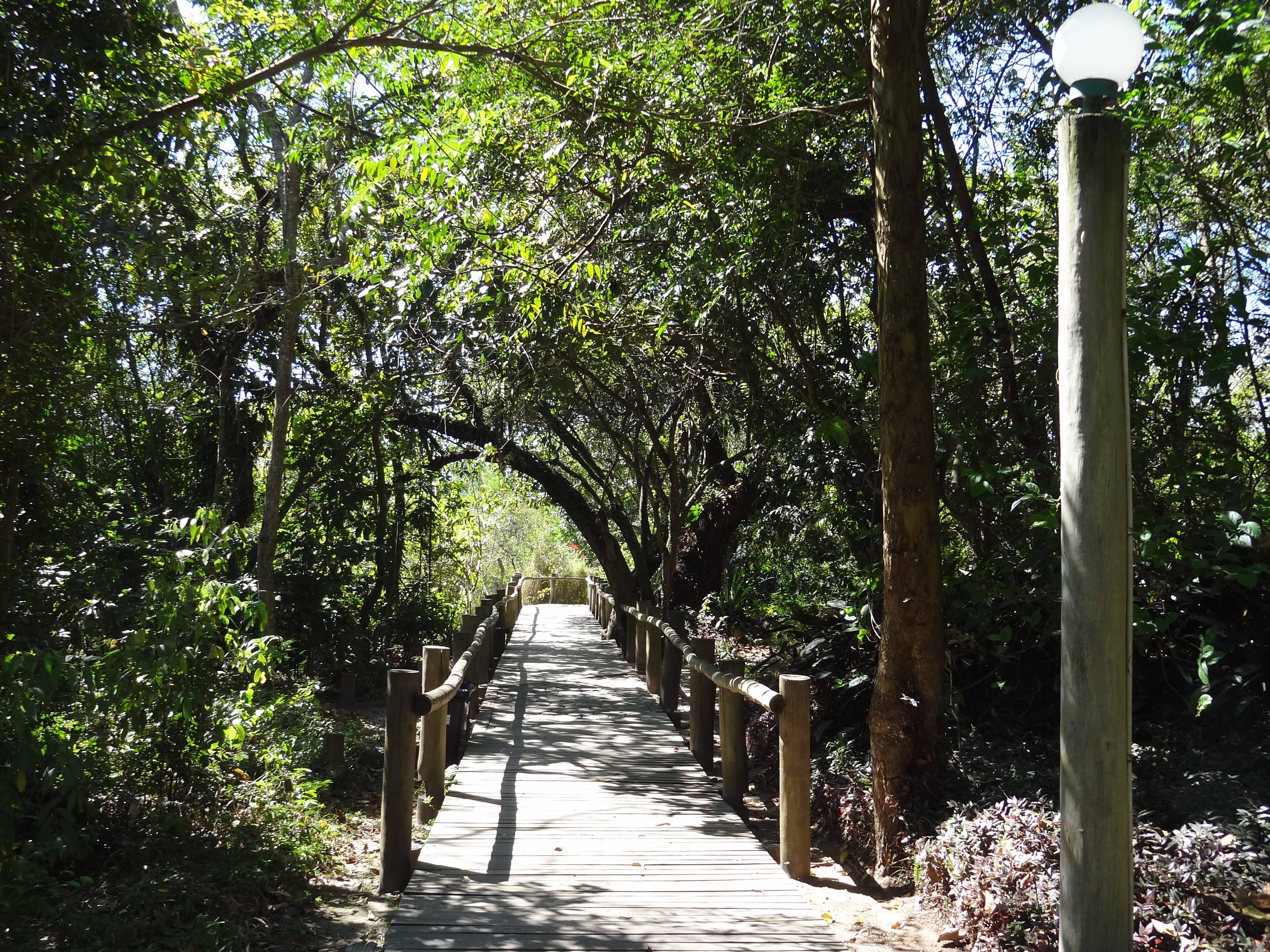
Trilha do Parque Ecológico do Guarapiranga

- Playground
- Área de piquenique
- Museu do lixo
- Centro informativo e cultural
- Brinquedoteca
- Núcleo de Educação Ambiental
- Viveiro
- Quadras Poliesportivas (1)
- Equipamentos de ginástica
- Campo de futebol
- Campo de futsal
- Vôlei de praia
- Pista de caminhada

## Visitação
O Parque está localizado à Estrada do Riviera, 3.286, no Jardim Riviera e seu horário de funcionamento é de terça a domingo, das 8 às 17 horas, dividido em três zonas: zona de uso intensivo, zona de uso extensivo e zona de usos restrito.